# 奇米德·呼日勒巴特尔
奇米德·呼日勒巴特尔（羅馬化：Chimed Khürelbaatar，1968年—），蒙古族，蒙古乌布苏省乌兰高木县人，蒙古国政治人物。

## 生平
1968年，呼日勒巴特尔生于乌布苏省乌兰高木县。1976年毕业于乌布苏省十年制第2中学。1991年毕业于苏联列宁格勒财经大学。1998年毕业于澳大利亚悉尼大学。他是审计学、经济学学者。通晓英语、俄语。1991年至1992年，任国家发展局学术研究员，1992年至1998年，任教于蒙古国立大学经济学院。1998年至2000年，任经济政策实施计划主任经济师，2002年至2003年任政府总理经济政策顾问。2003年，任财政部国务秘书。
2007年12月，呼日勒巴特尔被任命为蒙古国政府成员、燃料与动力部部长。
2017年任财政部长。

## 家庭
呼日勒巴特尔已婚，有一子一女。